# Ludwik Witold Paszkiewicz

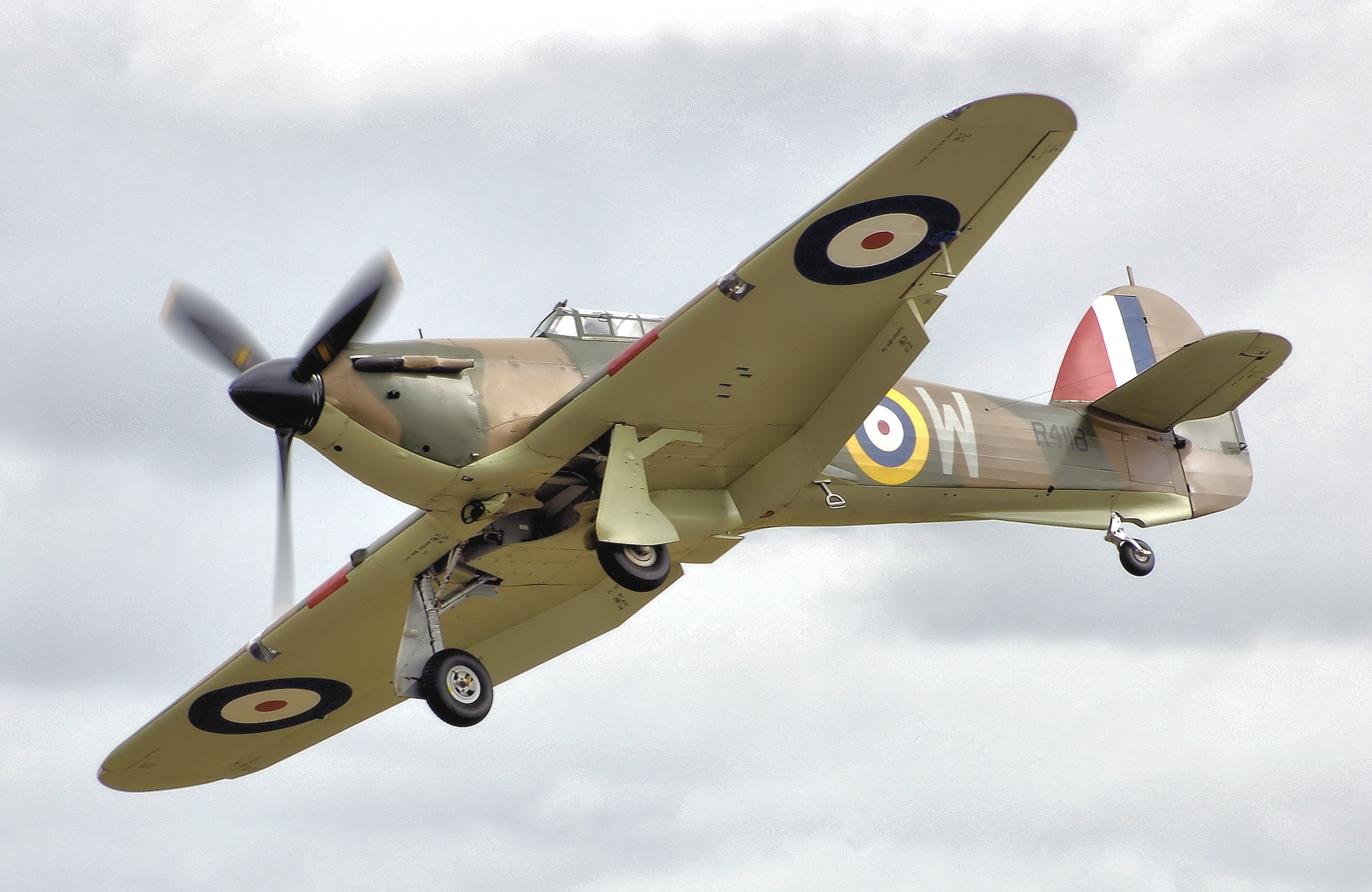
Hurricane Mark I – na tym typie samolotu latał Paszkiewicz

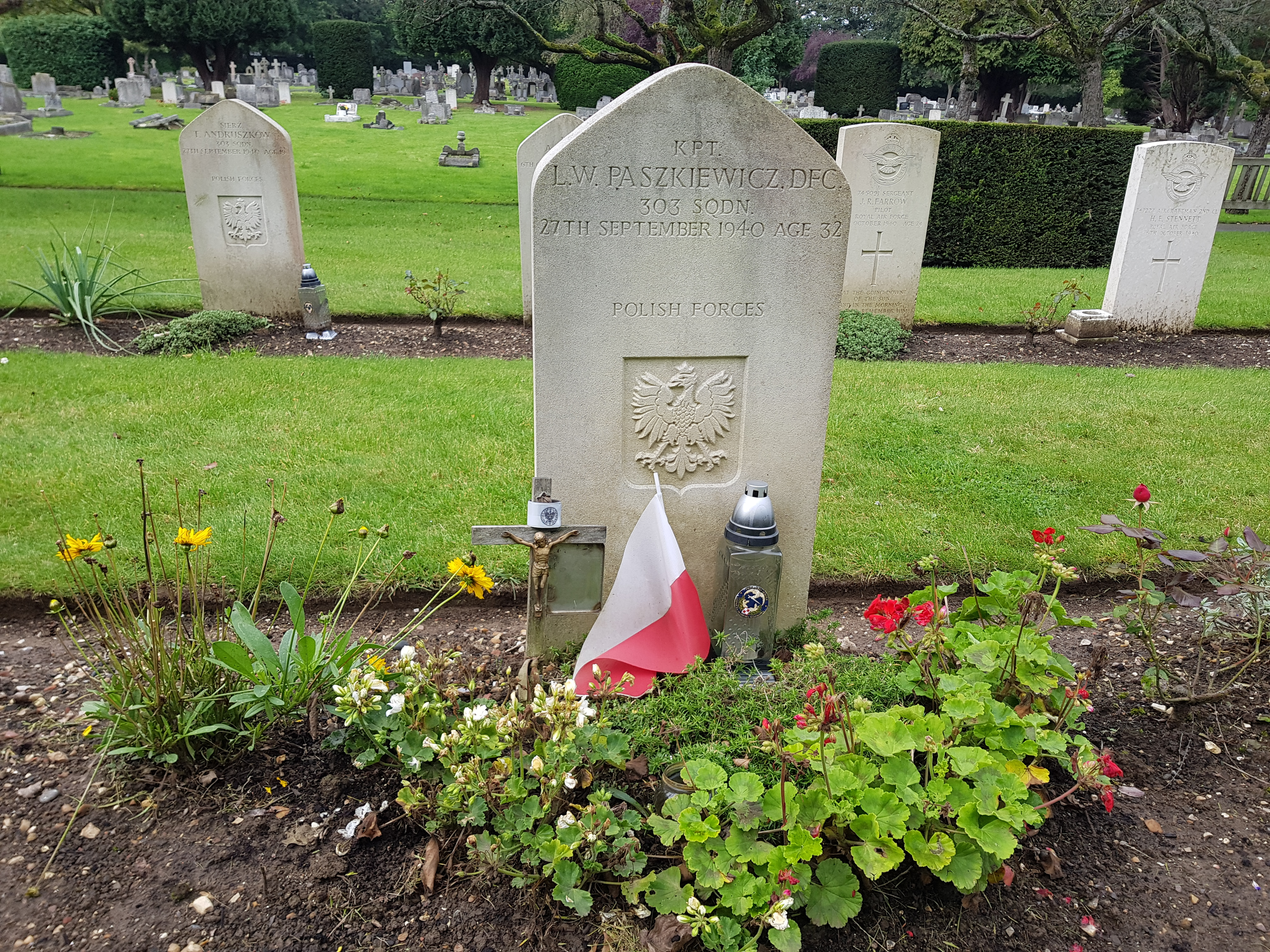
Nagrobek na cmentarzu w Northwood

Ludwik Witold Paszkiewicz (ur. 21 października 1907 w Woli Gałęzowskiej, zm. 27 września 1940 w Borough Green) – porucznik pilot Wojska Polskiego i Polskich Sił Powietrznych na Zachodzie, porucznik (ang. Flying Officer) Królewskich Sił Powietrznych, as myśliwski II wojny światowej, kawaler Krzyża Srebrnego Orderu Wojennego Virtuti Militari.

## Życiorys
Urodził się w Woli Gałęzowskiej w rodzinie ziemiańskiej jako pierwsze z czworga dzieci Ludwika i Janiny z Horczaków Paszkiewiczów. Miał siostrę Zofię oraz dwóch braci: Stanisława i Mieczysława – pisarza. Brat cioteczny polskiej architekt Heleny Kurcyuszowej i Marii Herniczek - żony dr. Kazimierza Niemirowicza-Szczytta.
Uczęszczał do gimnazjum w Lublinie, a po jego ukończeniu najpierw studiował na Politechnice Warszawskiej, a później na Politechnice Lwowskiej. W 1931 po ukończeniu studiów rozpoczął odbywanie służby wojskowej. Po kursie podchorążych rezerwy w Mołodecznie, postanowił wstąpić do lotnictwa. Został podchorążym Szkoły Podchorążych Lotnictwa. 4 sierpnia 1934 Prezydent RP mianował go podporucznikiem ze starszeństwem z 15 sierpnia 1934 roku i drugą lokatą w korpusie oficerów aeronautyki, a Minister Spraw Wojskowych wcielił go do 1 pułku lotniczego. W pułku został przydzielony do 112 eskadry myśliwskiej. W 1937 roku wziął ślub z Marią Piwnicką, córką Alfreda i Marii z Łubieńskich (córką Wojciecha Łubieńskiego). Rok później urodziła im się córka Marcelina Maria. Na stopień porucznika został mianowany ze starszeństwem z 19 marca 1938 i 21. lokatą w korpusie oficerów lotnictwa, grupa liniowa. W marcu 1939 był oficerem taktycznym III/1 dywizjonu myśliwskiego.
W 1939 awansował na dowódcę eskadry, w sierpniu tego roku wyjechał do Francji z misją wojskową, w celu zakupu samolotów, gdzie zastał go wybuch II wojny światowej. Rozkazem z 18 maja 1940 został utworzony Klucz Frontowy „Pa”, którego dowódcą został Paszkiewicz, należeli także do niego kaprale Leon Nowak i Kazimierz Wünsche; klucz należał do francuskiej jednostki Groupe de Chasse II/8 (II Grupa Pościgowa). Paszkiewicz wraz z podległymi mu pilotami wykonali pierwszy lot bojowy 23 maja. W czasie kampanii francuskiej Paszkiewicz wykonał łącznie 33 loty (z tego 18 bojowych), w ich czasie ani razu nie zetknął się w powietrzu z nieprzyjacielem.
Po upadku Francji przybył do Anglii na pokładzie statku „Robur III” 21 czerwca. 2 sierpnia został skierowany do dywizjonu 303. 9 sierpnia w czasie szkolenia na samolocie Hurricane o numerze seryjnym P3645 rozbił go w czasie kołowania na lotnisku (inne źródła podają, że „rozbił go w czasie lotu szkoleniowego”).
30 sierpnia w czasie lotu ćwiczebnego zestrzelił swój pierwszy niemiecki samolot. Paszkiewicz prowadził klucz „zielony” (3 samoloty) eskadry B liczącej łącznie sześć samolotów. Zadaniem eskadry było przechwycenie sześciu bombowców Bristol Blenheim. Około godziny 16.35 zauważył wybuchy pocisków przeciwlotniczych w pobliżu dużej nieprzyjacielskiej formacji lecącej na wysokości ok. 500 m na lewo od polskiej eskadry. Paszkiewicz poinformował o tym dowodzącego lotem Ronalda Kelleta, nie otrzymał jednak żadnej odpowiedzi i skierował się w kierunku nieprzyjaciela. W chwilę później zauważył niemiecki samolot lecący w jego kierunku, który nagle zanurkował, zapewne po zauważeniu Hurricane’a Paszkiewicza. Paszkiewicz zaatakował nieprzyjaciela z odległości ok. 250 metrów zapalając jego prawy silnik. Z samolotu wyskoczył na spadochronie jeden lotnik. Paszkiewicz zidentyfikował zestrzelony przez siebie samolot jako Dornier Do 17 lub Do 215 (tak mylnie podają niektóre źródła), w rzeczywistości zestrzelił jednak samolot myśliwski Messerschmitt Bf 110 (numer seryjny M8+MM/Wnr 3615) należący do niemieckiego dywizjonu Zerstörergeschwader 76. Już po lądowaniu na ziemi Paszkiewicz otrzymał reprymendę za brak dyscypliny i samowolne odłączenie się od eskadry, ale także gratulacje z powodu pierwszego zwycięstwa powietrznego. W późniejszym czasie zwycięstwo Paszkiewicza został przedstawione, z pewną dozą licentia poetica, w filmie Bitwa o Anglię.
W czasie lotu 2 września dywizjon został zaatakowany przez grupę Messerschmittów Bf 109. Paszkiewicz nie zestrzelił żadnego samolotu, ale w drodze powrotnej eskortował do Anglii uszkodzony samolot porucznika Fericia. 6 września został awansowany na dowódcę eskadry B, po tym jak jej poprzedni dowódca W. Łapkowski został ranny. W tym samym dniu odbył kolejny lot bojowy, ale bez kontaktu z nieprzyjacielem. 7 września Paszkiewicz pierwszy zauważył formację nieprzyjaciela i poprowadził atak. Jako pierwszy z dywizjonu zestrzelił samolot nieprzyjaciela, najprawdopodobniej był to Bf 110 z dywizjonu Zerstörergeschwader 2 (niektóre źródła podają, że był to Dornier Do 17), jego drugą ofiarą w tym dniu był bombowiec Do 17. Po powrocie na lotnisko niemal natychmiast został ponownie poderwany do lotu, ale tym razem nie spotkał w powietrzu nieprzyjaciela.

Pierwszy dornier zaraz na wstępie buchnął płomieniem od pocisków porucznika Paszkiewicza. Z lewej strony sierżant Szaposznikow ściął drugiego dorniera. Tymczasem z prawej strony: trzeciego – sierżant Stefan Wojtowicz. Czwarty bombowiec, zaatakowany przez podporucznika Łokuciewskiego, „pękł jak bańka”. Piątego „skosił” podporucznik Jan Zumbach. Potem dwóch myśliwców z pierwszego klucza, Kanadyjczyk Forbes i Kazimierz Daszewski, równocześnie zrąbali dwa dorniery. A tymczasem Urbanowicz zapalił nowego bombowca, Paszkiewicz zatłukł swą drugą ofiarę i Wojtowicz strącał także swego drugiego.

8 i 10 września odbył dwa kolejne loty bez kontaktu z nieprzyjacielem.
11 września zestrzelił kolejny samolot, był to ponownie Bf 110 należący do Zerstörergeschwader 2. Samolot niemiecki, numer seryjny A2+HM/WNr 3376 wodował w kanale La Manche, jego załoga została uratowana i wzięta do niewoli. W dniach 12 i 14 września odbył kolejne dwa loty bojowe bez kontaktu z nieprzyjacielem. 15 września Paszkiewicz zestrzelił swój piąty samolot, zyskując przy tym tytuł „asa myśliwskiego”. Jego łupem padł Messerschmitt Bf 109.
W ciągu następnych dwóch dni Paszkiewicz odbył dwa kolejne loty bojowe, a 18 września aż cztery w jednym dniu. W ostatnim zaliczono mu 1/8 zestrzelenia bombowca Do 215. Pomiędzy 21 a 25 września Paszkiewicz odbył następnych siedem lotów bojowych bez kontaktu z nieprzyjacielem.
26 września, w czasie wizyty króla Jerzego VI cały dywizjon został poderwany do przechwycenia wyprawy bombowej, której celem była fabryka Supermarine. Paszkiewicz zestrzelił jeden samolot, tym razem Heinkel He 111. Z sześcioma pewnymi zestrzeleniami został sklasyfikowany na 29. pozycji Listy Bajana.
Następnego dnia, 27 września, do lotu został poderwany ponownie cały dywizjon. W czasie ataku na formację nieprzyjacielskich bombowców eskadra prowadzona przez Paszkiewicza została zaatakowana przez dużą grupę Bf 109. W walce która się wywiązała zostały strącone trzy polskie Hurricane'y – w jednym z nich zginął sierżant Tadeusz Andruszków, z drugiego udało się wyskoczyć z ciężko poparzoną twarzą i rękami sierżantowi Żakowi, trzecim był samolot Paszkiewicza (Hurricane I, RF-T, L1696), który rozbił się w pobliżu wsi Borough Green.
Paszkiewicz został pochowany na cmentarzu w Northwood 2 października. Pośmiertnie został awansowany na stopień kapitana i nagrodzony Srebrnym Krzyżem Virtuti Militari. W późniejszym czasie został jeszcze pośmiertnie nagrodzony Krzyżem Walecznych i Distinguished Flying Cross.
Jego jedyna córka zmarła na błonicę w 1941. Wdowa po nim uczestniczyła w powstaniu warszawskim, po wojnie w 1960 wstąpiła do zakonu niepokalanek w Szymanowie, gdzie otrzymała imię Augustyna. Zmarła w 1995.
Wizerunek pilota został umieszczony na samolocie myśliwskim MiG-29 nr 108 z 23 Bazy Lotnictwa Taktycznego.

## Zwycięstwa powietrzne
Na liście Bajana zajmuje 29. pozycję z wynikiem 6 zestrzeleń pewnych.
- Bf 110 – 30 sierpnia 1940 (podczas lotu treningowego; Bf 110 pilotował Oberfw. Georg Anthony, strzelec Uffz. Heinrich Nordmeyer zdołał wyskoczyć[8])
- 2 Do 17 – 7 września 1940
- Bf 110 – 11 września 1940
- Bf 109 – 15 września 1940
- He 111 – 26 września 1940